# مواد مغذی

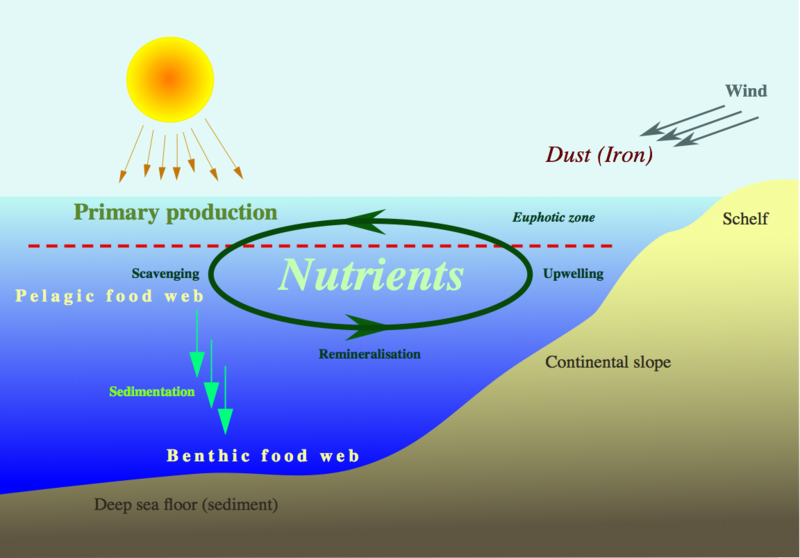
چرخهٔ مواد غذایی در اقیانوس

مواد مغذی (به انگلیسی: Nutrient)، به اجزای مفید در غذای مصرفی یک موجود زنده (ارگانیسم) گفته می‌شود که آن موجود برای زنده ماندن و رشد خود به آن مواد نیازمند است. «درشت مغذی‌ها» حجمِ اصلیِ انرژیِ موردِ نیازِ سیستمِ سوخت‌وسازِ بدنِ موجودِ زنده را، برای ادامهٔ امور زندگیش فراهم می‌کنند، در حالی که عناصری که مصرف کم‌تری دارند: «ریز مغذی‌ها»، ارائهٔ کوفاکتورهای فرعی ضروری را که برای سوخت‌وساز بدن اجرا می‌شود بر عهده دارند. هر دو نوع از مواد مغذی را می‌توان از محیط زیست به دست آورد. میکرو المان‌ها برای ساخت و ترمیم بافت‌ها و تنظیم فرایندهای بدن به کار می‌روند، در حالی که درشت مغذی‌ها به انرژی تبدیل می‌شوند و این‌گونه از آن‌ها استفاده می‌گردد؛ مورد استفادهٔ آن‌ها انرژی است.
روش مصرف مواد مغذی برای گیاهان و حیوانات متفاوت است. گیاهان مواد مغذی مورد نیاز خود را به‌طور مستقیم توسط ریشه‌ها از خاک، و از طریق برگ‌های خود از جوّ می‌گیرند. حیوانات و آغازیان سیستم گوارشی ویژه‌ای دارند که کار شکستن درشت مغذّی‌ها را برای تولید انرژی، و عناصر کم‌مصرف را برای هر دوی؛ سوخت‌وساز بدن و آنابولیسم (سنتز سازنده) در بدن، انجام می‌دهد.
موادآلی مغذی از کربوهیدرات‌ها، چربی‌ها و پروتئین (یا بلوک‌های ساختمانی آن، اسیدهای آمینه)، و ویتامین تشکیل یافته‌اند. ترکیبات شیمیایی آلی مانند مواد معدنی در مواد مغذی معدنی، آب (H2O) و اکسیژن نیز ممکن است مواد مغذی در نظر گرفته شوند.
یک مادهٔ مغذی زمانی که «ضروری» در نظر گرفته شود، لازم است که از یک منبع خارجی تأمین شود، زیرا که؛ یا ارگانیسم نمی‌تواند آن را سنتز کند، یا مقداری که می‌سازد کافی نیست. مواد مغذی مورد نیاز در اندازه‌های بسیار ناچیز؛ همان عناصر با مصرف کم یا «ریزمغذی» ها هستند، در حالی که مواد مغذی مورد نیاز در مقدار بالا «درشت مغذی» ها نامیده می‌شوند. تأثیر مواد مغذی به دُز آن مواد وابسته است. «کمبود» نارسایی و ناکافی بودنِ مواد مغذی در ارگانیسم است.

## انواع مواد مغذی
درشت مغذی‌ها را از راه‌های مختلفی می‌توان تعریف کرد.
- عناصر شیمیایی: بیشترین اندازهٔ مصرف برای انسان از این گروه، کربن، هیدروژن، نیتروژن، اکسیژن، فسفر و سولفور است که به این شش عنصر «CHNOPS» هم گفته می‌شود.
- در میان ترکیبات شیمیایی انسان بزرگ‌ترین مقدار مصرف را برای تأمین انرژی فله کربوهیدرات‌ها، پروتئین‌ها و چربی‌ها دارند. آب و اکسیژن اتمسفری نیز باید به خاطر میزان مصرف زیادی که دارند در همین رده گروه‌بندی شوند، اما همیشه «مواد غذایی» یا «مواد مغذی» در نظر گرفته نمی‌شوند.
- کلسیم، نمک (سدیم و کلرید)، منیزیم و پتاسیم (همراه با فسفر و گوگرد) هم گاهی به لیست درشت مغذی‌ها اضافه می‌شوند زیرا آن‌ها در مقادیر زیاد در مقایسه با سایر ویتامین‌ها و مواد معدنی مورد نیاز هستند. آن‌ها گاهی به عنوان مواد مغذی معدنی اشاره می‌شود

## مواد مغذی ضروری و غیرضروری
مواد مغذی را غالباً به صورت ضروری و غیرضروری دسته‌بندی کرده‌اند:

### مواد مغذی ضروری
مواد مغذی ضروری نمی‌توانند در درون ارگانیسم (به کلی، یا به مقدار کافی) سنتز شوند، و بنابراین باید نیاز مصرفی آن‌ها توسط یک ارگانیسم از محیط زیست تأمین شود. مواد مغذی غیرضروری آن دسته از مواد مغذی هستند که می‌توانند توسط ارگانیسم ساخته شوند؛ اغلب نیز ممکن است که آن‌ها از مواد غذایی مصرف شده جذب شوند. بیشتر حیوانات در نهایت مواد مغذی ضروری خود را از گیاهان تأمین می‌کنند، هر چند برخی از آن‌ها ممکن است به عنوان مکمل از خاک‌هایی با منشائ مواد معدنی در رژیم غذایی خود استفاده کنند.
برای انسان، این شامل اسیدهای چرب ضروری، اسیدهای آمینه ضروری، ویتامین‌ها، و برخی مواد مغذی معدنی در رژیم غذایی‌است. اکسیژن و آب نیز برای بقای انسان ضروری‌است، اما به‌طور کلی وقتی که به تنهایی مصرف می‌شوند «مواد غذایی» در نظر گرفته نشده‌اند. هیچ «مواد قندی ضروری» وجود ندارد، حیوانات می‌توانند همه نوع از کربوهیدرات‌های مورد نیاز برای رشد سنتز کنند.
انسان می‌تواند انرژی مورد نیاز را از طیف گسترده‌ای از چربی‌ها، کربوهیدرات‌ها، پروتئین‌ها، و مواد شیمیایی ساده مانند اتانول و اسید استیک به دست آورَد.

### مواد مغذی غیرضروری
مواد مغذی غیرضروری موادی در غذاها هستند که هنوز هم می‌توانند تأثیر قابل توجهی بر سلامت داشته‌باشند، چه سودمند و چه سمی و زیان‌آور. به عنوان مثال، بسیاری از فیبرهای غذایی در رژیم غذایی به وسیلهٔ دستگاه گوارش انسان جذب نمی‌شوند، ولی در نگهداری از بخش عمده‌ای از دستگاه گوارش جانوران و جلوگیری از یبوست تأثیر قابل توجهی دارند.
به تازگی علاقه و توجه به مواد شیمیایی گیاهی (فیتوکمیکال)، که شامل مواد غیرضروری بسیاری که ممکن است فوایدی برای سلامتی داشته یا نداشته‌باشند افزایش یافته است.

## کمبود و سمیت
کمبود مواد مغذی به دلیل دریافت ناکافی یا مشکلات مربوط به استفاده از مواد مغذی در یک ارگانیسم رخ می‌دهد. اینها می‌توانند مشکلاتی در جذب، افزایش نیاز به مواد مغذی، تخریب مواد مغذی یا افزایش دفع داشته باشند. در مقابل، سمیت مواد مغذی زمانی اتفاق می‌افتد که مصرف بیش از حد یک ماده مغذی به ارگانیسم آسیب برساند. در ایالات متحده و کانادا، سطوح توصیه شده دریافت مواد مغذی ضروری در رژیم غذایی کمی با تعاریف سازمان بهداشت جهانی و سازمان غذا و کشاورزی متفاوت است. سازمان‌های دولتی ممکن است در مورد مقادیر مورد نیاز برای جلوگیری از کمبود یا اجتناب از خطر سمیت به توافق نرسند و نظر یکسانی نداشته باشند.
به عنوان مثال، مصرف توصیه شده ویتامین C از ۴۰ میلی‌گرم در روز در هند تا ۱۵۵ میلی‌گرم در روز در اتحادیه اروپا متغیر است. جدول ارائه شده میانگین نیازهای تخمینی ایالات متحده (EARs)، مقدار غذایی توصیه شده (RDAs)، مصرف توصیه شده اتحادیه اروپا (PRIs) و حد بالای مصرف (ULs) برای ویتامین‌ها و مواد معدنی مختلف را نشان می‌دهد. RDAها بالاتر از EARها هستند تا نیازهای تغذیه‌ای بالاتری را تأمین کنند. دریافت‌های کافی زمانی تنظیم می‌شوند که داده‌های کافی برای ایجاد EAR و RDA در دسترس نباشد و حد بالای مصرف بر اساس سطوح اثرات نامطلوب ایجاد شود. مقادیر ارائه شده در ایالات متحده برای این مواد مغذی از سال ۱۹۹۷ تا ۲۰۰۴ است، به جز کلسیم و ویتامین D.

## گیاهان
گیاهان مواد مغذی خود را از طریق ریشه و برگ از محیط به دست می‌آورند. این مواد مغذی هم شامل درشت مغذی‌ها و هم ریز مغذی‌ها می‌شوند. درشت مغذی‌ها که به مقدار زیاد مورد نیاز هستند عبارتند از: نیتروژن (N)، فسفر (P)، پتاسیم (K)، کلسیم (Ca)، گوگرد (S)، منیزیم (Mg)، کربن (C)، اکسیژن (O) و هیدروژن. (H). ریزمغذی‌ها که در مقادیر کمتر مورد نیاز هستند عبارتند از آهن (Fe)، بور (B)، کلر (Cl)، منگنز (Mn)، روی (Zn)، مس (Cu)، مولیبدن (Mo) و نیکل (Ni). «شش بزرگ» کربن، هیدروژن، نیتروژن، فسفر، گوگرد و اکسیژن هستند که برای همه موجودات زنده ضروری هستند. گیاهان این مواد مغذی را هم از منابع معدنی مانند نیترات‌ها و فسفات‌ها و هم از مواد آلی مانند کربوهیدرات‌ها، لیپیدها و پروتئین‌ها به دست می‌آورند.